# Episodi di Crashing (prima stagione)
La prima stagione della serie televisiva Crashing, composta da 8 episodi, è stata trasmessa sul canale statunitense HBO dal 19 febbraio al 9 aprile 2017.
In Italia, la stagione è andata in onda sul canale satellitare Sky Atlantic dal 20 al 29 maggio 2017, in versione originale.
| n° | Titolo originale | Prima TV USA     | Prima TV Italia |
| -- | ---------------- | ---------------- | --------------- |
| 1  | Artie Lange      | 19 febbraio 2017 | 20 maggio 2017  |
| 2  | The Road         | 26 febbraio 2017 | 20 maggio 2017  |
| 3  | Yard Sale        | 5 marzo 2017     | 22 maggio 2017  |
| 4  | Barking          | 12 marzo 2017    | 23 maggio 2017  |
| 5  | Parents          | 19 marzo 2017    | 24 maggio 2017  |
| 6  | Warm-up          | 26 marzo 2017    | 25 maggio 2017  |
| 7  | Julie            | 2 aprile 2017    | 26 maggio 2017  |
| 8  | The Baptism      | 9 aprile 2017    | 29 maggio 2017  |